# Sistema unificato di idrovie della Russia Europea

Il sistema unificato di idrovie della Russia Europea ( in russo Единая глубоководная система Европейской части Российской Федерации?, in inglese: Unified Deep Water System of European Russia) o UDWS ( in russo ЕГС?) è un sistema di vie navigabili interne in Russia che collega il Mar Bianco, il Mar Baltico, il fiume Volga, Mosca, il Mar Caspio e, attraverso il Mar d'Azov, il Mar Nero. Nel 2010 il sistema ha trasportato 70 milioni di tonnellate di merci e 12 milioni di passeggeri, pari a due terzi del volume complessivo del traffico sulle vie navigabili interne in Russia. Il sistema comprende 60 porti e banchine di uso comune, inclusi tre porti internazionali (due a Mosca e uno a Dmitrov), per questo motivo Mosca viene talvolta chiamata "il porto dei cinque mari".
La profondità minima di progetto per l'intero corso è di 4,5 metri, in modo da permettere il passaggio, oltre ai battelli fluviali, anche a molte imbarcazioni marittime comprese navi da guerra e sottomarini nucleari. Tuttavia, la profondità garantita è di soli 4 metri o addirittura meno in alcune sezioni, come nel tratto da Gorodec a Nižnij Novgorod a 2,5 metri e nel tratto da Kočetovskaja a Bagaevskaja a 3,2 metri. Sono allo studio piani per aumentare la profondità di questi tratti a 4 metri.
Il sistema include queste vie d'acqua:
- Fiume Neva
- Lago Ladoga
- Fiume Svir'
- Lago Onega
- Canale Volga-Baltico - collega il lago Onega al fiume Volga; costruita all'inizio del XIX secolo come sistema dei canali di Mariinskij e ricostruito tra il 1956 e il 1964
- Canale Mar Bianco-Mar Baltico - collega il lago Onega al Mar Bianco; costruito nel 1931-1933
- Canale di Mosca - collega Mosca al fiume Volga; costruito nel 1932-1937
- Fiume Volga
- Fiume Kama
- Fiume Belaya
- Canale Volga-Don : collega il fiume Volga al fiume Don; costruito nel 1948-1952
- Fiume Don

## Impatto ambientale
Nel 1999, la noce di mare ha colonizzato il Mar Caspio attraverso i canali. Questo ha portato ad una riduzione del 60% del numero di spratti, che a sua volta ha portato a una riduzione nella popolazione di storioni e foche.
In totale, secondo l'agenzia statale CaspNIRKh (in russo КаспНИРХ?), approssimativamente 60 specie di piante e animali non native sono penetrate nel Mar Caspio nel ventesimo secolo, con notevoli impatti sull'ecosistema.